# دیوید متینی
دیوید متینی (انگلیسی: Davide Matteini؛ زادهٔ ۱۱ مهٔ ۱۹۸۲) بازیکن فوتبال اهل ایتالیا است.
از باشگاه‌هایی که در آن بازی کرده‌است می‌توان به باشگاه فوتبال کوزنتسا کالچو، باشگاه فوتبال پارما، باشگاه فوتبال ارورا پرو پاتریا ۱۹۱۹، باشگاه فوتبال پادوا، باشگاه فوتبال کروتونه، باشگاه فوتبال رجانا، باشگاه فوتبال دلفینو پسکارا، باشگاه فوتبال امپولی، باشگاه فوتبال لیورنو، باشگاه فوتبال ویچنزا، و باشگاه فوتبال پالرمو اشاره کرد.